# Endosymbios
Endosymbios, av grekiska endo = inre, sym = tillsammans och bios = liv, är ett tillstånd där en organism lever i en annan organisms kropp eller cell, exempelvis de kvävebakterier som finns i rotknölar på klöver och lupin. I många fall är endosymbiosen nödvändig för båda organismernas överlevnad, men det kan också vara farligt, vanligen för värdorganismen. Enligt den idag allmänt accepterade endosymbiontteorin uppstod eukaryoter som följd av bakteriell endosymbios.

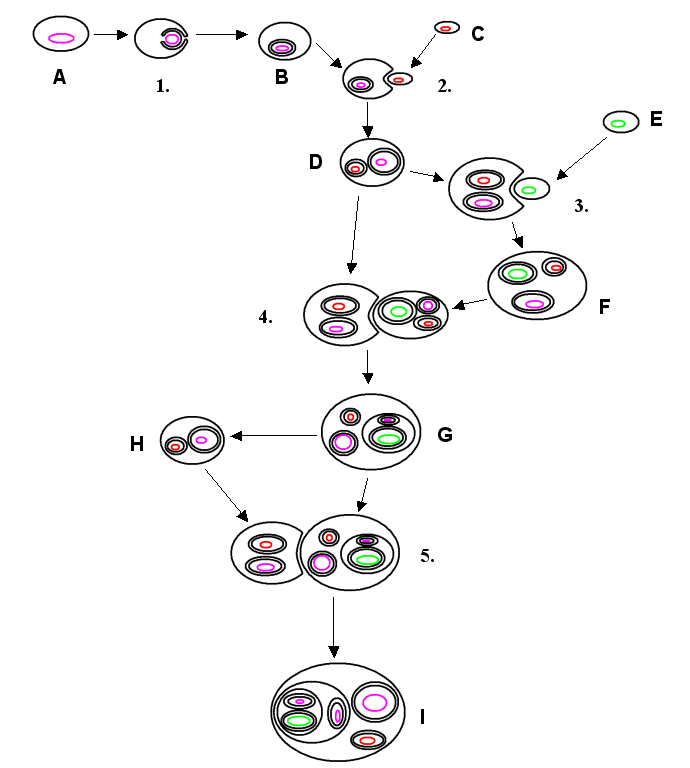
Representation av Endosymbiontteorin

## Endosymbiontteorin och mitokondrier och kloroplaster
Det finns övertygande bevis för att mitokondrier och kloroplaster var en gång primitiva prokaryoter. Detta bevis beskrivs i endosymbiontteorin. Symbios uppstår när två olika organismer gynnas av att leva och arbeta tillsammans. När en organism faktiskt lever inuti den andra kallas det endosymbios. Endosymbiontteorin beskriver hur en stor värdcell och intagna bakterier kan bli beroende av varandra för att överleva, vilket resulterar i en permanent relation.

### Mitokondrier och kloroplasten
Under miljontals år av evolution har mitokondrier och kloroplaster blivit mer specialiserade och i dag kan de inte leva utanför cellen. Mitokondrier och kloroplaster har slående likheter med bakterieceller. De har sitt eget DNA, som är skild från det DNA som finns i kärnan av cellen. Och båda organeller använder deras DNA för att producera många proteiner och enzymer som krävs för deras funktion. Ett dubbelt membran omger både mitokondrier och kloroplaster, ett ytterligare bevis för att var och en intogs av en primitiv värdcell. De båda organellerna reproducerar sig också som bakterier, replikerar sitt eget DNA och styr sin egen förökning.
Man tror att mitokondrierna ursprungligen var självständiga bakterier(urmitokondrier), som har anpassat sig till ett liv inne i eukaryota celler i ett s.k. symbiotiskt förhållande. Mitokondrierna förenades med de eukaryota celler för åtminstone 2 miljarder år sedan. Man antar att mitokondriens förfader ("urmitokondrien") var en α-proteobakterie. Idag är det endast möjligt att identifiera mindre än hälften av mitokondriernas proteiner i närbesläktade bakterier. En del av "urmitokondriens" gener har förkastats under det endosymbiotiska utvecklingen och andra har överflyttats till cellkärnan s.k. genöverföring. De gener i cellkärnan som kodar för en del mitikondriens proteins syntes är inte helt homologa med generna i "urmitokondrien". Dessa gener har muterats eller försvunnit under den endosymbiotiska utvecklingen.
Man tror att kloroplasterna har utvecklats från syreproducerande fotosyntetiska bakterier(Cyanobakterier), som ingick i ett endosymbiotiskt förhållande med proto-eukaryota celler. Under evolutionens förlopp har de endosymbiotiska cyanobakterierna utvecklats till cytoplasmatiska organeller, kloroplaster. Största delen av de endosymbiotiska cyanobakteriernas gener har försvunnit totalt eller så har de flyttat till växtcellens kärna s.k. genöverföring. De polypeptider, som förekommer i kloroplaster, kodas av gener både i kärnan och kloroplasten. Kloroplastens evolution liknar i hög grad mitokondriens evolution.